# Административно деление на Унгария
Унгария е разделена на 20 области (на унгарски: megye, произнася се „медье“), като една от тях е столицата Будапеща, имаща статут на отделна област.
Сегашното административно деление е въведено през 1950 г.
| №  | Име на областта      | Административен център | Площ (км2) | Население (души) | Гъстота на населението (жит./км2) | Брой Населени пунктове |
| -- | -------------------- | ---------------------- | ---------- | ---------------- | --------------------------------- | ---------------------- |
| 12 | Бач-Кишкун           | Кечкемет               | 8445       | 541 584          | 64                                | 119                    |
| 19 | Бараня               | Печ                    | 4430       | 402 260          | 91                                | 301                    |
| 10 | Бекеш                | Бекешчаба              | 5631       | 392 845          | 70                                | 75                     |
| 6  | Боршод-Абауй-Земплен | Мишколц                | 7247       | 739 143          | 102                               | 355                    |
| 11 | Чонград              | Сегед                  | 4263       | 425 785          | 100                               | 60                     |
| 13 | Фейер                | Секешфехервар          | 4359       | 428 579          | 98                                | 108                    |
| 1  | Дьор-Мошон-Шопрон    | Дьор                   | 4208       | 440 138          | 105                               | 174                    |
| 8  | Хайду-Бихар          | Дебрецен               | 6211       | 550 265          | 89                                | 82                     |
| 5  | Хевеш                | Егер                   | 3637       | 323 769          | 89                                | 119                    |
| 9  | Яс-Надкун-Солнок     | Солнок                 | 5582       | 413 174          | 74                                | 75                     |
| 2  | Комаром-Естергом     | Татабаня               | 2265       | 315 886          | 139                               | 76                     |
| 4  | Ноград               | Шалготарян             | 2546       | 218 218          | 86                                | 129                    |
| 3  | Пещ                  | (Будапеща)             | 6393       | 1 124 395        | 176                               | 186                    |
| 17 | Шомод                | Капошвар               | 6036       | 334 065          | 55                                | 244                    |
| 7  | Саболч-Сатмар-Берег  | Ниредхаза              | 5936       | 583 564          | 98                                | 228                    |
| 18 | Толна                | Сексард                | 3703       | 247 287          | 67                                | 108                    |
| 15 | Ваш                  | Сомбатхей              | 3336       | 266 342          | 80                                | 216                    |
| 14 | Веспрем              | Веспрем                | 4493       | 368 519          | 82                                | 225                    |
| 16 | Зала                 | Залаегерсег            | 3784       | 269 705          | 78                                | 257                    |

### Исторически области
До Трианонския договор през 1920 г. Унгария е разделена на 71 комитати (на латински: comitatus; на унгарски: vármegye). От тези 71 комитати (окръзи):
- 11 окръзи (Бекеш, Боршод, Веспрем, Пещ-Пилиш-Шолт-Кишкун, Саболч, Толна, Фейер, Хевеш, Хайду, Шомод, Яс-Надкун-Солнок) са и днес изцяло на територията на Унгария,
- 7 окръзи (Барш, Зойом, Липто, Нитра, Туроц, Тренчен, Шарош) днес са изцяло на територията на Словакия
- 18 окръзи (Алшо-Фехер, Арад, Бестерце-Насод, Брашшо, Крашшо-Сьорен, Киш-Кюкьольо, Колож, Марош-Торда, Над-Кюкьольо, Солнок-Добока, Силад, Себен, Торда-Араньош, Удвархей, Фогараш, Харомсек, Хуняд, Чик) са днес изцяло на територията на Румъния,
- 8 окръзи (Беловар-Кьрьош, Варашд, Верьоже, Загреб, Лика-Крбава, Модруш-Фиуме, Пожега, Срем) днес са изцяло на територията на Хърватия;

- 1 окръг(Марамуреш) е разделен между Румъния и Украйна,
- 1 окръг (Темеш) е разделен между Сърбия и Румъния,
- 2 окръга (Арва, Сепеш) са разделени между Словакия и Полша;

- 1 окръг (Шопрон) е разделен между Унгария и Австрия,
- 3 окръга (Бихар, Чанад, Сатмар) са разделени между Унгария и Румъния,
- 9 окръзи (Абауй-Торна, Гьомьор-Кишхонт, Дьор, Землен, Естергом, Комаром, Ноград, Пожон, Хонт) са разделени между Унгария и Словакия,
- 2 окръга (Чонград, Бач-Бодрог) са разделени между Унгария и Сърбия,
- 1 окръг (Берег) е разделен между Унгария и Украйна,
- 1 окръг (Бараня) е разделен между и Унгария и Хърватия;

- 1 окръг (Ваш) е разделен между Унгария, Австрия и Словения,
- 1 окръг (Мошон) е разделена между Унгария, Австрия и Словакия,
- 1 окръг (Торонтал) е разделен между Унгария, Румъния и Сърбия,
- 2 окръга (Унг, Угоча) са разделени между Унгария, Румъния и Украйна,
- 1 окръг (Зала) е разделен между Унгария, Словения и Хърватия.

След 1920 г. са направени следните, валидни и днес, промени в административното разделяне на страната:
- обединяват се областите Берег, Саболч, Сатмар и Угоча под име област Саболч-Сатмар (по-късно преименувано в област Саболч-Сатмар-Берег),
- обединяват се областите Бихар и Хайду под име област Хайду-Бихар,
- област Торонтал и южната част на област Чанад се присъеднияват към област Чонград,
- северната част на област Чанад се присъедниява към област Бекеш,
- обединяват се областите Естергом и Комаром под име област Комаром (по-късно преименувано в област Комаром-Естергом),
- обединяват се областите Дьор, Мошон, Пожон и Шопрон под име област Дьор-Шопрон (по-късно преименувано в област Дьор-Мошон-Шопрон),
- обединяват се областите Абауй-Торна, Боршод, Гьомьор-Кишхонт, Земплен под име област Боршод-Абауй-Земплен,
- южната част на област Пещ-Пилиш-Шолт-Кишкун се обедениява с област Бач-Бодрог под име област Бач-Кишкун,
- северната част на област Пещ-Пилиш-Шолт-Кишкун се обедениява с област Хонт под име област област Пещ.

Също така има постоянни промени по отношение на границите на областите, което обаче не засяга имената на областите.